# Вале ди Суијо (Латина)
Вале ди Суијо је насеље у Италији у округу Латина, региону Лацио.
Према процени из 2011. у насељу је живело 181 становника. Насеље се налази на надморској висини од 147 м.